# Mor ve Ötesi
Mor Ve Ötesi (literalmente Violeta e Ultra, uma brincadeira com a palavra ultravioleta) é uma banda de rock alternativo turca de Istambul. A banda atingiu notoriedade com o lançamento de seu album Dünya Yalan Sölüyor em 2004, e por ter representado Turquia no Festival Eurovisão da Canção 2008.